# Liste von Namensreaktionen/D
| Entdecker                                                       | Jahr           | Reagenzien                                                                        | Kurzbeschreibung                                                                | Zielmolekül(e)                                            | Quelle               |
| Dakin-Reaktion                                                  | Dakin-Reaktion | Dakin-Reaktion                                                                    | Dakin-Reaktion                                                                  | Dakin-Reaktion                                            | Dakin-Reaktion       |
| --------------------------------------------------------------- | -------------- | --------------------------------------------------------------------------------- | ------------------------------------------------------------------------------- | --------------------------------------------------------- | -------------------- |
| Henry Drysdale Dakin                                            | 1909           | phenolische Aldehyde/Ketone, Wasserstoffperoxid, Natronlauge                      | Oxidation                                                                       | Diphenole, Carbonsäuren                                   | [ 1 ]                |
| Reaktionsschema Dakin-Reaktion                                  |                |                                                                                   |                                                                                 |                                                           |                      |
| Dakin-West-Reaktion                                             |                |                                                                                   |                                                                                 |                                                           |                      |
| Henry Drysdale Dakin, Randolph West                             | 1928           | α-Aminosäuren, Essigsäureanhydrid, Base                                           | Acylierung, Cyclisierung, Ringöffnung                                           | α-Acetamidoketone                                         | [ 2 ]                |
| Reaktionsschema Dakin-West-Reaktion                             |                |                                                                                   |                                                                                 |                                                           |                      |
| Danheiser-Benzanellierung                                       |                |                                                                                   |                                                                                 |                                                           |                      |
| Rick L. Danheiser                                               | 1984           | Cyclobutenone, Alkine                                                             | Anellierung                                                                     | hochsubstituierte Aromaten                                | [ 3 ]                |
| Reaktionsschema Danheiser-Benzanellierung                       |                |                                                                                   |                                                                                 |                                                           |                      |
| Danheiser-Cyclopentenanellierung                                |                |                                                                                   |                                                                                 |                                                           |                      |
| Rick L. Danheiser                                               | 1981           | Enone, Allene                                                                     | Anellierung                                                                     | Cyclopentene                                              | [ 4 ]                |
| Reaktionsschema Danheiser-Cyclopentenanellierung                |                |                                                                                   |                                                                                 |                                                           |                      |
| Danheiser-Diazotransfer                                         |                |                                                                                   |                                                                                 |                                                           |                      |
| Rick L. Danheiser                                               | 1990           | Ketone, Trifluoressigsäureester, Lithiumbis(trimethylsilyl)amid, Tosylazide, Base | Bildung einer Dicarbonylverbindung, Deprotonierung, Übertragung der Diazogruppe | α-Diazoketone                                             | [ 5 ]                |
| Reaktionsschema Danheiser-Diazotransfer                         |                |                                                                                   |                                                                                 |                                                           |                      |
| Darapski-Synthese                                               |                |                                                                                   |                                                                                 |                                                           |                      |
| August Darapski                                                 | 1915           | Cyanessigsäureester, Hydrazin, salpetrige Säure                                   | Bildung eines Azids, Curtius-Reaktion, Hydrolyse                                | Aminosäuren                                               | [ 6 ]                |
| Reaktionsschema Darapski-Synthese                               |                |                                                                                   |                                                                                 |                                                           |                      |
| Darzens-Glycidester-Kondensation                                |                |                                                                                   |                                                                                 |                                                           |                      |
| Georges Darzens                                                 | 1904           | α-Halogenester, Carbonylverbindungen, Base                                        | Kondensation                                                                    | α,β-Epoxyester                                            | [ 7 ]                |
| Reaktionsschema Darzens-Glycidester-Kondensation                |                |                                                                                   |                                                                                 |                                                           |                      |
| Darzens-Halogenierung (Darzens-Alkylchlorid-Synthese)           |                |                                                                                   |                                                                                 |                                                           |                      |
| Georges Darzens                                                 | 1911           | Alkohole, Thionylchlorid/Thionylbromid, Stickstoffbase                            | nukleophile Substitution                                                        | Halogenalkane                                             | [ 8 ]                |
| Reaktionsschema Darzens-Halogenierung                           |                |                                                                                   |                                                                                 |                                                           |                      |
| Darzens-Nenitzescu-Ketonsynthese (Darzens-Kondakoff-Acylierung) |                |                                                                                   |                                                                                 |                                                           |                      |
| Georges Darzens, Costin Nenitzescu                              | 1910           | Alkene, Carbonsäurechloride, Aluminiumtrichlorid                                  | elektrophile Substitution                                                       | α,β-ungesättigte Carbonylverbindungen                     | [ 9 ] [ 10 ]         |
| Reaktionsschema Darzens-Nenitzescu-Ketonsynthese                |                |                                                                                   |                                                                                 |                                                           |                      |
| Darzens-Tetralinsynthese                                        |                |                                                                                   |                                                                                 |                                                           |                      |
| Georges Darzens                                                 | 1926           | α-Benzyl-α-allylessigsäuren, Schwefelsäure                                        | Cyclisierung                                                                    | Tetraline                                                 | [ 11 ]               |
| Reaktionsschema Darzens-Tetralinsynthese                        |                |                                                                                   |                                                                                 |                                                           |                      |
| Davidson-Oxazol-Synthese                                        |                |                                                                                   |                                                                                 |                                                           |                      |
| David Davidson                                                  | 1937           | α-Hydroxyketone, Carbonsäurechloride, Ammonimacetat oder Ammoniak                 | Bildung eines Ketoesters, Ringschluss                                           | Oxazole                                                   | [ 12 ]               |
| Reaktionsschema Davidson-Oxazol-Synthese                        |                |                                                                                   |                                                                                 |                                                           |                      |
| David–Thieffry-Monophenylierung                                 |                |                                                                                   |                                                                                 |                                                           |                      |
| Serge David, Annie Thieffry                                     | 1981           | Glycole, Triphenylbismutacetat                                                    | selektive Phenylierung einer Alkoholgruppe                                      | Phenolether                                               | [ 13 ]               |
| Davis-Oxidation                                                 |                |                                                                                   |                                                                                 |                                                           |                      |
| Franklin A. Davis                                               | 1978           | Ketone, Davis-Reagenz, Base                                                       | Enolisierung, Oxidation                                                         | α-Hydroxyketone                                           | [ 14 ]               |
| Reaktionsschema Davis-Oxidation                                 |                |                                                                                   |                                                                                 |                                                           |                      |
| Deacon-Reaktion                                                 |                |                                                                                   |                                                                                 |                                                           |                      |
| Glen B. Deacon                                                  | 1971           | Quecksilbersulfonate                                                              | Eliminierung von Schwefeltrioxid                                                | organische Quecksilberverbindungen                        | [ 15 ]               |
| Decker-Becker-sekundäre-Amine-Synthese                          |                |                                                                                   |                                                                                 |                                                           |                      |
| siehe Forster-Decker-Reaktion                                   |                |                                                                                   |                                                                                 |                                                           |                      |
| De-Kimpe-Aziridinsynthese                                       |                |                                                                                   |                                                                                 |                                                           |                      |
| Norbert De Kimpe                                                | 1975           | α-Halogenimine, Grignard-Verbindungen/Lithiumaluminiumhydrid                      | Reduktion                                                                       | Aziridine                                                 | [ 16 ]               |
| De-Kimpe-Amidinsynthese                                         |                |                                                                                   |                                                                                 |                                                           |                      |
| Norbert De Kimpe                                                | 1878           | α-Cyanoenamine, Grignard-Verbindungen                                             | Reduktion                                                                       | Amidine                                                   | [ 17 ]               |
| Delépine-Reaktion                                               |                |                                                                                   |                                                                                 |                                                           |                      |
| Stéphane Marcel Delépine                                        | 1895           | Alkylhalogenide, Hexamethylentetramin, Säure                                      | Nukleophile Substitution, Hydrolyse                                             | primäre Amine                                             | [ 18 ]               |
| Reaktionsschema Delépine-Reaktion                               |                |                                                                                   |                                                                                 |                                                           |                      |
| Delépine-Aldehydoxidation                                       |                |                                                                                   |                                                                                 |                                                           |                      |
| Stéphane Marcel Delépine                                        | 1909           | Aldehyde, Silber(I)-oxid, Base                                                    | Oxidation                                                                       | Carbonsäuren                                              | [ 19 ]               |
| Reaktionsschema Delépine-Aldehydoxidation                       |                |                                                                                   |                                                                                 |                                                           |                      |
| Demjanov-Umlagerung                                             |                |                                                                                   |                                                                                 |                                                           |                      |
| Nikolai Jakowlewitsch Demjanow                                  | 1903           | Amine, salpetrige Säure, Wasser                                                   | Substitutionsreaktion, teilweise unter Ringerweiterung oder -verkleinerung      | Alkohole                                                  | [ 20 ]               |
| Reaktionsschema Demjanov-Umlagerung                             |                |                                                                                   |                                                                                 |                                                           |                      |
| De-Mayo-Reaktion                                                |                |                                                                                   |                                                                                 |                                                           |                      |
| Paul Jose de Mayo                                               | 1962           | 1,3-Diketone, Alkene                                                              | Photochemische Tandem-Reaktion                                                  | 1,5-Diketone                                              | [ 21 ]               |
| Reaktionsschema De-Mayo-Reaktion                                |                |                                                                                   |                                                                                 |                                                           |                      |
| Denmark-Vinylierung                                             |                |                                                                                   |                                                                                 |                                                           |                      |
| siehe Hiyama-Denmark-Kreuzkupplung                              |                |                                                                                   |                                                                                 |                                                           |                      |
| Dess-Martin-Oxidation                                           |                |                                                                                   |                                                                                 |                                                           |                      |
| Daniel Benjamin Dess, James Cullen Martin                       | 1983           | Alkohole, Dess-Martin-Periodinan                                                  | Oxidation                                                                       | Aldehyde/Ketone                                           | [ 22 ]               |
| Reaktionsschema Dess-Martin-Oxidation                           |                |                                                                                   |                                                                                 |                                                           |                      |
| D-Homo-Umlagerung                                               |                |                                                                                   |                                                                                 |                                                           |                      |
| Leopold Ružička                                                 | 1938           | 17-Hydroxy-20-Ketosteroide, Lewis-Säure                                           | Umlagerung                                                                      | sechsgliedrige Steroid-D-Ringe                            | [ 23 ]               |
| Diaza-Cope-Umlagerung                                           |                |                                                                                   |                                                                                 |                                                           |                      |
| Michael Dewar, benannt nach Arthur C. Cope                      | 1971           | 2,5-Diazahexa-1,5-diene                                                           | Cope-Umlagerung                                                                 | 2,5-Diazahexa-1,5-diene                                   | [ 24 ]               |
| Reaktionsschema Diaza-Cope-Umlagerung                           |                |                                                                                   |                                                                                 |                                                           |                      |
| Dieckmann-Kondensation                                          |                |                                                                                   |                                                                                 |                                                           |                      |
| Walter Dieckmann                                                | 1894           | Diester, Base                                                                     | intramolekulare Claisen-Kondensation                                            | cyclische β-Ketoester                                     | [ 25 ]               |
| Reaktionsschema Dieckmann-Kondensation                          |                |                                                                                   |                                                                                 |                                                           |                      |
| Diels-Alder-Reaktion                                            |                |                                                                                   |                                                                                 |                                                           |                      |
| Otto Diels, Kurt Alder                                          | 1928           | Dien, Alken                                                                       | [4+2]-Cycloaddition                                                             | Cycloalkene                                               | [ 26 ]               |
| Reaktionsschema Diels-Alder-Reaktion                            |                |                                                                                   |                                                                                 |                                                           |                      |
| Diels-Reese-Reaktion                                            |                |                                                                                   |                                                                                 |                                                           |                      |
| Otto Diels, Johannes Reese                                      | 1934           | Hydrazobenzole, Acetylendicarbonsäuredimethylester                                | Konjugierte Addition                                                            | Pyrazolone, Indole oder Chinoline (lösungsmittelabhängig) | [ 27 ]               |
| Reaktionsschema Diels-Reese-Reaktion                            |                |                                                                                   |                                                                                 |                                                           |                      |
| Dienol-Benzol-Umlagerung                                        |                |                                                                                   |                                                                                 |                                                           |                      |
| Hans Plieninger                                                 | 1956           | 4,4'-disubstituierte cyclische Dienole, Säure                                     | Abspaltung von Wasser, Umlagerung                                               | disubstizuierte Benzole                                   | [ 28 ]               |
| Reaktionsschema Dienol-Benzol-Umlagerung                        |                |                                                                                   |                                                                                 |                                                           |                      |
| Dienon-Phenol-Umlagerung                                        |                |                                                                                   |                                                                                 |                                                           |                      |
| Karl von Auwers, Karl Ziegler                                   | 1921           | disubstituierte Cyclodienone, Säure/Licht                                         | Umlagerung                                                                      | disubstituierte Phenole                                   | [ 29 ]               |
| Reaktionsschema Dienon-Phenol-Umlagerung                        |                |                                                                                   |                                                                                 |                                                           |                      |
| Dimroth-Triazolsynthese                                         |                |                                                                                   |                                                                                 |                                                           |                      |
| Otto Dimroth                                                    | 1902           | aktive Methylenverbindungen, Azide, Base                                          | Deprotonierung, nukleophiler Angriff, Cyclisierung, Kondensation                | 1,2,3-Triazole                                            | [ 30 ]               |
| Dimroth-Umlagerung                                              |                |                                                                                   |                                                                                 |                                                           |                      |
| Otto Dimroth                                                    | 1909           | exo- und endo-ständige Heteroatome                                                | Umlagerung                                                                      | Positionstausch der Heteroatome                           | [ 31 ]               |
| Reaktionsschema Dimroth-Umlagerung                              |                |                                                                                   |                                                                                 |                                                           |                      |
| Di-π-Methan-Umlagerung (Zimmerman-Umlagerung)                   |                |                                                                                   |                                                                                 |                                                           |                      |
| Howard E. Zimmerman                                             | 1966           | 1,4-Diene                                                                         | photochemische Umlagerung                                                       | Vinylcyclopropane                                         | [ 32 ]               |
| Reaktionsschema Zimmerman-Umlagerung                            |                |                                                                                   |                                                                                 |                                                           |                      |
| Djerassi-Rylander-Oxidation                                     |                |                                                                                   |                                                                                 |                                                           |                      |
| Carl Djerassi, Paul N. Rylander                                 | 1953           | Alkene/Aromaten, Ruthenium(VIII)-oxid                                             | oxidative Spaltung                                                              | Carbonsäuren                                              | [ 33 ] [ 34 ]        |
| Doebner-Miller-Reaktion                                         |                |                                                                                   |                                                                                 |                                                           |                      |
| Oskar Doebner, Wilhelm von Miller                               | 1881           | Aniline, α,β-ungesättigte Carbonylverbindungen                                    | Kondensation                                                                    | Chinoline                                                 | [ 35 ]               |
| Reaktionsschema Doebner-Miller-Reaktion                         |                |                                                                                   |                                                                                 |                                                           |                      |
| Doebner-Reaktion                                                |                |                                                                                   |                                                                                 |                                                           |                      |
| Oscar Gustav Doebner                                            | 1887           | Aniline, Brenztraubensäure, Aldehyde                                              | Aldolreaktion, Michael-Reaktion, Cyclisierung                                   | Chinolin-4-carbonsäuren                                   | [ 36 ]               |
| Reaktionsschema Doebner-Reaktion                                |                |                                                                                   |                                                                                 |                                                           |                      |
| Doering-LaFlamme-Allensynthese                                  |                |                                                                                   |                                                                                 |                                                           |                      |
| William von Eggers Doering, P. LaFlamme                         | 1958           | Alkene, Dichlorocarben, Natrium/Grignard-Reagenz                                  | Bildung eines Dichlorcyclopropanes, Carbenbildung, Umlagerung                   | Allene                                                    | [ 37 ]               |
| Reaktionsschema Doering-LaFlamme-Allensynthese                  |                |                                                                                   |                                                                                 |                                                           |                      |
| Doering-Moore-Skattebøl-Reaktion                                |                |                                                                                   |                                                                                 |                                                           |                      |
| William von Eggers Doering, William Moore, Lars Skatteböl       | 1961           | Cyclopropyldihalogenide, Lithiumalkyle                                            | Metall-Halogenen-Austausch, Carbenbildung, Umlagerung                           | Allene                                                    | [ 37 ] [ 38 ] [ 39 ] |
| Reaktionsschema Doering-Moore-Skattebøl-Reaktion                |                |                                                                                   |                                                                                 |                                                           |                      |
| Dondoni-Homologisierung                                         |                |                                                                                   |                                                                                 |                                                           |                      |
| Alessandro Dondoni                                              | 1986           | Aldehyde/Ketone/Carbonsäurechloride, Trimethylsilylthiazol                        | Addition, Umwandlung des Thiazolrings in Aldehyd/Keton/Säurechlorid             | Homologisierte Aldehyde/Ketone/Säurechloride              | [ 40 ]               |
| Reaktionsschema Dondoni-Homologisierung                         |                |                                                                                   |                                                                                 |                                                           |                      |
| Dornow-Wiehler-Isoxazolsynthese                                 |                |                                                                                   |                                                                                 |                                                           |                      |
| Alfred Dornow, Gerhard Wiehler                                  | 1952           | Aromatische Aldehyde, α-Nitroester                                                | Kondensation, Ringschluss                                                       | Isoxazole                                                 | [ 41 ]               |
| Dötz-Reaktion                                                   |                |                                                                                   |                                                                                 |                                                           |                      |
| Karl Heinz Dötz                                                 | 1975           | Chrom-Fischer-Carbene, Alkine                                                     | Abspaltung von CO, [2+2]-Cycloaddition, CO-Insertion, Ringschluss               | Hydrochinone                                              | [ 42 ]               |
| Reaktionsschema Dötz-Reaktion                                   |                |                                                                                   |                                                                                 |                                                           |                      |
| Dowd-Beckwith-Ringerweiterung                                   |                |                                                                                   |                                                                                 |                                                           |                      |
| Paul Dowd, Athelstan L. J. Beckwith                             | 1987           | 2-Halogenmethyl-cycloalkanone, Tributylzinnhydrid, AIBN                           | radikalische Ringerweiterung                                                    | Cycloalkanone                                             | [ 43 ] [ 44 ]        |
| Reaktionsschema Dowd-Beckwith-Ringerweiterung                   |                |                                                                                   |                                                                                 |                                                           |                      |
| Doyle–Kirmse-Reaktion                                           |                |                                                                                   |                                                                                 |                                                           |                      |
| Wolfgang Kirmse, Michael P. Doyle                               | 1968/1981      | Allylsulfide, Trimethylsilyldiazomethan                                           | nukleophile Addition am Schwefel, Stevens-Umlagerung                            | Homoallylsulfide                                          | [ 45 ] [ 46 ]        |
| Reaktionsschema Doyle–Kirmse-Reaktion                           |                |                                                                                   |                                                                                 |                                                           |                      |
| Dow-Phenol-Synthese                                             |                |                                                                                   |                                                                                 |                                                           |                      |
| Warren Kaeding (Dow Chemical)                                   | 1961           | Benzoesäure, Kupfer(II)-benzoat                                                   | Oxidation                                                                       | Phenol                                                    | [ 47 ]               |
| Duff-Reaktion                                                   |                |                                                                                   |                                                                                 |                                                           |                      |
| James C. Duff                                                   | 1932           | Phenole, Hexamethylentetramin                                                     | Elektrophile Substitution, Umlagerungen, Hydrolyse                              | ortho-Aldehyd-Phenole                                     | [ 48 ]               |
| Reaktionsschema Duff-Reaktion                                   |                |                                                                                   |                                                                                 |                                                           |                      |
| Dutt-Wormall-Reaktion                                           |                |                                                                                   |                                                                                 |                                                           |                      |
| Pavitra Kumar Dutt, Arthur Wormall                              | 1921           | Diazoniumsalze, Sulfonamide, alkalische Lösung                                    |                                                                                 | Azide                                                     | [ 49 ]               |
| Reaktionsschema Dutt-Wormall-Reaktion                           |                |                                                                                   |                                                                                 |                                                           |                      |
| Dzhemilev-Reaktion                                              |                |                                                                                   |                                                                                 |                                                           |                      |
| U. M. Dzhemilev                                                 | 1985           | Alkene, Ethylmagnesiumbromid, Zirconocendichlorid                                 | Addition                                                                        | Alkylmagnesiumbromide                                     | [ 50 ]               |